# Psychomyia andromeda
Psychomyia andromeda är en nattsländeart som beskrevs av Malicky 1997. Psychomyia andromeda ingår i släktet Psychomyia och familjen tunnelnattsländor. Inga underarter finns listade i Catalogue of Life.